# Fires of Eden
Fires of Eden — восемнадцатый студийный альбом американской певицы Джуди Коллинз, выпущенный в сентябре 1990 года на лейбле Columbia Records.

## Об альбоме
Это был первый и единственный альбом певицы, выпущенный на лейбле Columbia Records. Продюсерами альбома стали Джоэл Дорн и Люси Саймон.
Для альбома певица написала открывающий альбом семиминутный трек «The Blizzard», также она участвовала в создании песен «Fortune of Soldiers», «Home Before Dark», «City of Cities», «Queen of the Night», в основном с авторами Робином Батто и Дэвидом Бускиным. Для альбома была записана студийная версия песни «From A Distance», которая была представлена на предыдущем альбоме в концертной версии.
Альбом не смог попасть в чарты ни одной страны, тем не менее, сингл «Fires of Eden» добрался до 31-й позиции в чарте Billboard Adult Contemporary.

## Отзывы критиков
| Оценки критиков               | Оценки критиков |
| Источник                      | Оценка          |
| ----------------------------- | --------------- |
| AllMusic                      | [ 2 ]           |
| Encyclopedia of Popular Music | [ 3 ]           |
| Entertainment Weekly          | B               |
| The Rolling Stone Album Guide | [ 5 ]           |

Брюс Эдер в своей рецензии для AllMusic дал положительную оценку альбому, заметив, что продакшн и инструментовки здесь на самом высоком уровне с тех пор, как исполнительница отошла от чистого фолка. Композицию «The Blizzard», он назвал «эпопеей» и заявил, что её можно ставить в один ряд с классикой Коллинз периода работы с Elektra Records.
Айра Роббинс из Entertainment Weekly написал, что этот изысканный альбом не получит никаких наград за новейшие тенденции, но он обеспечит интеллектуальную, успокаивающую музыку для тех, кто помнит о 60-х больше, чем только Вудсток.

## Список композиций
| №                   | Название                 | Автор(ы)                                 | Длительность |
| ------------------- | ------------------------ | ---------------------------------------- | ------------ |
| 1.                  | «The Blizzard»           | Джуди Коллинз                            | 7:31         |
| 2.                  | «Fortune Of Soldiers»    | Робин Бетто, Дэвид Бускин, Джуди Коллинз | 4:15         |
| 3.                  | «Test Of Time»           | Робин Бетто, Джуди Дэвид, Джуди Коллинз  | 5:12         |
| 4.                  | «Fires Of Eden»          | Марк Голденберг, Кит Хейн                | 4:20         |
| 5.                  | «Home Before Dark»       | Робин Бетто, Дэвид Бускин, Джуди Коллинз | 4:30         |
| 6.                  | «The Air That I Breathe» | Альберт Хаммонд, Майк Хазлвуд            | 4:22         |
| 7.                  | «City Of Cities»         | Робин Бетто, Дэвид Бускин, Джуди Коллинз | 3:35         |
| 8.                  | «Dreaming»               | Аманда Макбрум                           | 4:27         |
| 9.                  | «Queen Of The Night»     | Робин Бетто, Дэвид Бускин, Джуди Коллинз | 4:06         |
| 10.                 | «From A Distance»        | Джули Голд                               | 4:14         |
| 11.                 | «The Blizzard Reprise»   | Джуди Коллинз                            | 2:18         |
| Общая длительность: | Общая длительность:      | Общая длительность:                      | 49:00        |